# Carrera 47 (estación)
La estación sencilla Carrera 47 hace parte del sistema de transporte masivo de Bogotá llamado TransMilenio, el cual fue inaugurado en el año 2000.

## Ubicación
La estación está ubicada en el noroccidente de la ciudad, más específicamente en la Avenida Medellín entre carreras 56BIS y 58. Se accede a ella a través de un cruce semaforizado ubicado sobre la Carrera 58.
Atiende la demanda de los barrios Jorge Eliécer Gaitán, Escuela Militar y sus alrededores.
En las cercanías están la Cárcel de Mujeres El Buen Pastor, la sede de la Conferencia Episcopal de Colombia, la Parroquia Divina Providencia y el Centro Educativo Simón Bolívar.

## Origen del nombre
La estación recibe su nombre de la Carrera 47, por donde se accede a ella. En 2004, después de cambios en la nomenclatura vial de la ciudad, esta vía pasó a ser la Carrera 58. Hasta hoy no se ha corregido el nombre de la estación.

## Historia
En el año 2000 fue inaugurada la fase I del sistema TransMilenio, desde el Portal 80, hasta la estación Tercer Milenio, incluyendo la estación Carrera 47.

## Servicios de la estación

### Servicios troncales
| Tipo                                | Rutas al Norte | Rutas al Noroccidente | Rutas al Sur |
| ----------------------------------- | -------------- | --------------------- | ------------ |
| Ruta fácil                          |                | 6                     | 6            |
| Expresos todos los días todo el día | B10            | D10 D22               | G22          |
| Expresos lunes a sábado todo el día |                | D24                   | J24          |

### Servicios duales
| Tipo                             | Rutas al Occidente | Rutas al Oriente |
| -------------------------------- | ------------------ | ---------------- |
| Dual lunes a domingo todo el día | D81                | L81              |

### Esquema
| ← Occidente |         |         |
| Carrera 58  | D10D22  | 6D24D81 |
|             | Vagón 2 | Vagón 1 |
| Carrera 58  | B10G22  | 6J24L81 |
| Oriente →   |         |         |

### Servicios urbanos
Así mismo funcionan las siguientes rutas urbanas en los costados externos a la estación, circulando por los carriles de tráfico mixto sobre la Calle 80, con posibilidad de trasbordo usando la tarjeta TuLlave:
| Código | Sector                     | Dirección        | Rutas     |
| ------ | -------------------------- | ---------------- | --------- |
| 421A04 | D Br. Jorge Eliecer Gaitán | AC 80 - KR 58    | Sin rutas |
| 555A03 | D Estación Carrera 47      | AC 80 - KR 56Bis | Sin rutas |

## Ubicación geográfica
| Noroeste: Barrios Unidos | Norte: C Humedal Córdoba | Nordeste: Barrios Unidos |
| Oeste: D Carrera 53      |                          | Este: D Escuela Militar  |
| Suroeste: Barrios Unidos | Sur: K Corferias         | Sureste: Barrios Unidos  |